# Danza rota
«Danza rota» es una canción de la banda de rock argentina Soda Stereo, fue escrita por Gustavo Cerati y fue editada como la cuarta canción de su segundo álbum de estudio Nada personal en 1985. Aunque no fue sencillo de difusión para la radio es una canción muy conocida a nivel internacional de la banda y una de las canciones más recordadas de Nada personal junto con la misma «Nada personal», «Cuando pase el temblor» y «Juego de seducción», tal vez es la canción más popular de este álbum que no fue sencillo.
Fue interpretada varias veces durante la gira del primer disco (la canción quedó afuera de tal disco), y fue interpretada hasta la Gira Languis, a principios de 1990. Después no fue interpretada ni en la Gira Animal ni en la Gira Dynamo, no la rescatan hasta en la Gira Sueño Stereo, hasta abril de 1996. Como músico solista, Gustavo Cerati la interpretó en la Gira Siempre es Hoy, desde fines de 2002 hasta fines de 2003, hasta que Soda Stereo la vuelve a rescatar incluyéndola en la Gira Me Verás Volver de 2007.

## Música
Es una canción con influencias new wave. Comienza con un sintetizador, que se destaca bastante, Luego, comienzan la guitarra, el bajo y la batería y comienzan a darle forma a la canción. No es muy significativo, pero muestra un cambio musical respecto a su álbum anterior Soda Stereo (1984), aun así sigue recordando un poco al sonido new wave de algunas canciones de dicho álbum.

## Versiones
- La versión original del disco de 1985.
- En su etapa solista, la interpretó en la Gira Siempre es Hoy, una versión diferente a la original.
- Una de las versiones más conocidas es la de la Gira Me Verás Volver de 2007, que es similar a la original.
- El cantante y compositor chileno Gepe realizó un cover de esta canción. Fue incluida en 2014 en el disco tributo titulado Te veré volver.

## Para ver y escuchar
- «Danza rota» (Gira Me Verás Volver)